# 15-ös villamos (Budapest)
A budapesti 15-ös jelzésű villamos a Jászai Mari tér és a Megyeri csárda között közlekedett. A járatot megszűnése előtt a Budapesti Közlekedési Vállalat üzemeltette. Betétjárata a 15A Jászai Mari tér és a Váci út között közlekedett. A 15-ös villamos a 15A-hoz képest ritkábban járt, így a 15A kitérők nélkül végállomásozhatott a Váci útnál.

## Története
1910-ben a villamos a Városliget – Rottenbiller utca – Rákóczi út – Károly körút – Szabadság tér – Margit híd – Dunapart – Ferenc József híd – Vámház körút – Múzeum körút – Rákóczi út – Thököly út – Városliget útvonalon közlekedett. 1915-ben útvonala módosult, a Margit híd után nem kanyarodott le a rakpartra, hanem a Délivasút (ma: Déli pályaudvar) felé haladt és a Krisztina körút – Erzsébet híd – Rákóczi út útvonalon tért vissza Pestre. 1919 decemberében megszüntették, majd 1921-ben újraindították a korábbi útvonalán. 1930. szeptember 14-én a Kiskörútról Rákóczi útra kanyarodó vágányok elbontásával a 15-ös villamost megszüntették.
1935. január 1-jén a (régi) 2-es villamos útvonalát kettévágták, a Rudolf (ma: Jászai Mari) tértől délre a 2-es, északra az új 15-ös villamos közlekedett a Vágány utcáig. 1944. november 24-én megszüntették, de már 1945. április 30-án újraindult a Vágány utca és a Pozsonyi út között, majd május 26-ától ismét a Rudolf térig járt. 1950 októberétől a csúcsidei zsúfoltság miatt pótkocsival közlekedtették. December 21-én a Dózsa György úti aluljáró átadásával lerövidült, már csak a Váci út és a Jászai Mari tér között közlekedett (pótkocsi nélkül).
1954. december 31-én a Béke utcai vasúti felüljáró építési munkálatai miatt bevezetett forgalmi változások következtében a Dózsa György út – Rudas László utca – Szinyei Merse utca – Bethlen Gábor utca – Baross tér – Fiumei út – Orczy út útvonalon a Nagyvárad térig hosszabbodott. 1955. január 10-én elindult 15A jelzésű betétjárata a Jászai Mari tér és a Váci út között. Május 16-án a 78-as trolibusz elindulásával kapcsolatos forgalmi változások következtében a 25-ös villamossal végállomást cserélt, így a Baross térig rövidült. 1956. október 23-ától közlekedése szünetelt, hivatalosan 1957. január 21-én szűnt meg. Február 1-jén a Dózsa György út – Baross tér kapcsolat lebonyolításának érdekében elindult a 79-es trolibusz. Ezt követően a 15-ös ismét járt a korábbi betétjárat útvonalán: a Jászai Mari tér és a Váci út között. 1963. december 15-én elkészült a Dráva utca és a Váci út kereszteződésében a kanyarodó vágány, így lehető vált a 15-ös észak irányú meghosszabbítása: új végállomása Újpest, vasúti híd lett. Ugyanezen a napon újraindult a 15A is a Jászai Mari tér – Váci út útvonalon.
1977. október 5-én az Árpád úti vágányépítési munkálatok miatt a 15-ös útvonalát a Megyeri csárdáig hosszabbították. A Kárpát utcai lakótelep építése miatt november 14-én a 15-ös és a 15A villamost megszüntették, helyettük a 15-ös jelzéssel villamospótló buszjárat indult a 79-es trolibusz Dózsa György út – Jászai Mari tér szakaszának kiépítéséig a Dráva utca – Váci út – Tisza utca – Hegedűs Gyula utca – Gogol utca – Rajk László utca – Csanády utca – Fürst Sándor utca – Budai Nagy Antal utca – Pozsonyi út – Dráva utca útvonalon, körjárati jelleggel. A pótlóbusz 1978. március 4-én megszűnt, másnap már a 79-es trolibusz közlekedett helyette a Jászai Mari térig.

## Útvonala
| Megyeri csárda felé                                                                                             | Jászai Mari tér felé                                                                                            |
| --- | --- |
| Jászai Mari tér (15-15A vá.) – Pozsonyi út – Dráva utca – Váci út (15A vá.) – Váci út – Megyeri csárda (15 vá.) | Megyeri csárda (15 vá.) – Váci út – Váci út (15A vá.) – Dráva utca – Pozsonyi út – Jászai Mari tér (15-15A vá.) |

## Megállóhelyei
Az átszállási kapcsolatok között az azonos útvonalon (Jászai Mari tér – Váci út) közlekedő 15A villamos nincs feltüntetve!
| 0  | Jászai Mari tér végállomás                 | 24 | 6, 6, 12, 12A, 12, 15, 26, 91, 191 2, 2A, 4, 6 76 |
| 1  | Szent István park                          | 23 | 76                                                |
| 2  | Gogol utca                                 | 22 |                                                   |
| 3  | Tutaj utca                                 | 21 |                                                   |
| 4  | Kőtér                                      | 20 |                                                   |
| 5  | Váci út                                    | 19 | 33, 43, 43, 43A 3, 10, 33 75, 79                  |
| 6  | Dózsa György út                            | 18 | 33, 43, 43, 43A 3, 10, 33 75, 79                  |
| 7  | Dunyov István utca                         | 17 | 43, 43, 43A 3, 10, 33                             |
| 8  | Róbert Károly körút                        | 16 | 43, 43, 43A, 55, 55, 84 3, 10, 33, 33A            |
| 9  | Frangepán utca (↓) Dagály utca (↑)         | 15 | 32, 32, 43, 43, 43A, 84 3, 10                     |
| 10 | Forgách utca                               | 14 | 32, 32, 43, 43, 43A, 84 3, 10                     |
| 11 | Thälmann utca (↓) Csavaripari Vállalat (↑) | 13 | 43, 43, 43A, 84 3, 10                             |
| 12 | Gyöngyösi utca                             | 12 | 4, 4, 43, 43, 43A, 84 3, 10                       |
| 13 | Szekszárdi utca                            | 11 | 43, 43, 43A, 84 3, 10                             |
| 14 | Kender-Juta                                | 10 | 43, 43, 43A, 84 3, 10                             |
| 15 | Újpest forgalmi telep                      | 9  | 43, 43, 43A, 84 3, 10                             |
| 16 | Árpád út (↓) Váci út (↑)                   | 8  | 43, 84, K 3, 10                                   |
| 17 | Táncsics Mihály utca                       | 7  | 3                                                 |
| 18 | Zsilip utca                                | 6  | 43, 43A 3                                         |
| 19 | Paksi József utca (↓) Timár utca (↑)       | 5  | 43, 43A 3                                         |
| 20 | Egyesült Izzó                              | 4  | 43, 43A 3                                         |
| 21 | Hoffmann Ottó utca                         | 3  | 47, 96, 96 3                                      |
| 22 | Fóti út                                    | 2  | 43, 43A, 47, 96, 96 3                             |
| 23 | Kálvin János utca                          | 1  | 43                                                |
| 24 | Megyeri csárda végállomás                  | 0  | 43                                                |

### Útvonaldiagram
- Az újpesti teherszállítási körzet áttekintő térképe. villamosok.hu. (Hozzáférés: 2016. augusztus 28.)
- Az Újpest kocsiszín vágányhálózata (1985). villamosok.hu. (Hozzáférés: 2016. augusztus 28.)
- A Váci út–Árpád út kereszteződés vágányhálózata (1985). villamosok.hu. (Hozzáférés: 2016. augusztus 28.)
- A Váci út–Zsilip utca kereszteződés vágányhálózata (1985). villamosok.hu. (Hozzáférés: 2016. augusztus 28.)
- A Váci út–Fóti út kereszteződés vágányhálózata (1985). villamosok.hu. (Hozzáférés: 2016. augusztus 28.)
- A 15-ös villamos hűlt helye. hampage.hu. (Hozzáférés: 2016. augusztus 28.)
- Tovább a Váci úton: a Lehel tértől az Árpád hídig. hampage.hu. (Hozzáférés: 2016. augusztus 28.)
- Tovább a Váci úton: az Árpád hídtól Újpest kocsiszínig. hampage.hu. (Hozzáférés: 2016. augusztus 28.)
- Tovább a Váci úton: a kocsiszíntől az Árpád útig. hampage.hu. (Hozzáférés: 2016. augusztus 28.)
- Tovább a Váci úton: az Árpád úttól a Fóti útig. hampage.hu. (Hozzáférés: 2016. augusztus 28.)
- Tovább a Váci úton: a Megyeri csárdáig. hampage.hu. (Hozzáférés: 2016. augusztus 28.)